# بیریفیشیو آنجلو پورتی
بیریفیشیو آنجلو پورتی (انگلیسی: Birrificio Angelo Poretti) شرکت صنایع غذایی ایتالیایی است، که در سال ۱۸۷۷ تأسیس شد.